# Ленарциці
Ленарциці (пол. Lenarcice, нім. Geppersdorf) — село в Польщі, у гміні Ґлубчиці Ґлубчицького повіту Опольського воєводства.
Населення — 60 осіб (2011).

## Демографія
Демографічна структура станом на 31 березня 2011 року:
|          | Загалом | Допрацездатний вік | Працездатний вік | Постпрацездатний вік |
| -------- | ------- | ------------------ | ---------------- | -------------------- |
| Чоловіки | 34      | 2                  | 29               | 3                    |
| Жінки    | 26      | 0                  | 15               | 11                   |
| Разом    | 60      | 2                  | 44               | 14                   |